# Architeuthoidea
Architeuthoidea Pfeffer, 1900 è una superfamiglia di molluschi cefalopodi decapodiformi, una delle sette appartenenti all'ordine Oegopsida.

## Descrizione
Gli Architeuthoidea sono definiti dalla struttura del sistema di connessione del mantello con l’imbuto e dall’aspetto dei connettivi buccali. Altre caratteristiche diagnostiche sono la presenza di numerose, piccole ventose sul carpo, ovvero la parte prossimale della clava tentacolare e le pinne prive di lobi liberi nella parte anteriore.

## Tassonomia
La superfamiglia comprende le seguenti due famiglie:
- Architeuthidae Pfeffer, 1900
- Neoteuthidae Naef, 1921